# Natan Zach
Natan Zach (in ebraico: נתן זך; Berlino, 13 dicembre 1930 – Ramat Gan, 6 novembre 2020) è stato uno scrittore e poeta israeliano.

## Biografia
Nato da padre ebreo tedesco e madre cattolica italiana, emigrò ad Haifa al loro seguito nel 1936 a causa del regime nazista..  Durante la guerra arabo-israeliana del 1948 prestò servizio nelle forze di difesa israeliane come impiegato del servizio informazioni.
Pubblicò la sua prima raccolta di poesie Shirim Rishonim nel 1955. Trovandosi all'avanguardia di un gruppo di poeti che cominciarono a pubblicare libri subito dopo la proclamazione dello Stato d'Israele, egli diede una profonda influenza all'evoluzione della poesia moderna in ebraico, tanto come poeta quanto come traduttore,  critico e curatore editoriale; per cui viene indicato come uno dei più importanti innovatori della poesia ebraica del suo tempo. Si distinse tra i poeti della generazione degli anni '50 e '60 con il suo manifesto poetico Zeman veRitmus etsel Bergson uvaShira haModernit (Tempo e ritmo in Bergson e nella poesia moderna). Le sue traduzioni più conosciute in Israele sono quelle delle poesie di Else Lasker-Schüler e Allen Ginsberg.
Il suo saggio Pensieri sulla poetica di Alterman, pubblicato nella rivista Achshav (Adesso) nel 1959 fu un importante manifesto per la ribellione del gruppo Likrat (Avanti verso), contro il presunto sentimentalismo dei poeti sionisti, anche perché includeva un insolito attacco a Nathan Alterman, uno dei poeti più importanti e stimati del Paese. In questo saggio Zach stabilì nuove regole per la poesia, diverse dalle regole di rima e metrica abituali nella poetica nazionale del tempo.
Dal 1960 al 1967 insegnò in molti istituti d'istruzione superiore di Tel Aviv e Haifa. Dal 1968 al 1979 visse in Inghilterra e ottenne il PhD (Dottorato di ricerca) all'Università dell'Essex. Ritornato in Israele insegnò all'Università di Tel Aviv e fu nominato professore all'Università di Haifa. Fu anche presidente della "Commissione del repertorio" dei teatri "Ohel" e "Cameri".

È stato definito 
 ed è uno dei poeti israeliani più noti all'estero, compresa l'Italia dove ha ottenuto numerosi riconoscimenti.
In Israele hanno suscitato polemiche le sue posizioni politiche pubblicate sul quotidiano di sinistra Haaretz contro l'occupazione dei territori palestinesi. Addirittura nel 2012 il ministero dell'Educazione, controllato dalla destra, aveva suggerito di cancellare dai libri scolastici i suoi versi.
Zach è morto nel novembre 2020 all'età di 89 anni.

## Principali premi e riconoscimenti
- Premio Bialik per la letteratura (1982)
- Premio Feronia-Città di Fiano (1993)
- Premio Israele per la poesia in ebraico (1995)
- Premio Letterario Camaiore (2000), per la raccolta di poesie intitolata Sfavorevole agli addii
- Premio dell'Unione dei lettori italiani (2001)
- Premio Levi Eshkol (2001)
- Nomina ad Ambasciatore culturale di Roma nel mondo (2002)
- Premio ACUM della Federazione israeliana degli scrittori e dei compositori (2003), per la sua opera complessiva
- Laurea Honoris Causa dell'Università di Ginevra (2004)
- Nomina a Cavaliere da parte del Governo italiano (2007)

## Opere principali
- Prime poesie (1955)
- Altre poesie (1960)
- Tutto il latte e miele (1966)
- Tempo e ritmo in Bergson e nella poesia moderna (1966)
- Il teatro dell'assurdo (1971) Pubblicato a Londra. Libro d'arte, scritto in collaborazione con l'artista Maty Grunberg
- Il libro di Ester (1975) Pubblicato a Londra. Libera traduzione, scritta in collaborazione con l'artista Maty Grunberg
- A Nord-Est (1979)
- Anti-cancellatura (1984)
- Poesie di cane e cagna (1990)
- Dal momento che sono nei paraggi (1996)
- La morte di mia madre (1997)

### Opere tradotte in italiano
- Sfavorevole agli addii, trad. di Ariel Rathaus, Roma, Donzelli, 1996, ISBN 9788879892636
- L'omino nel pane e altre storie, trad. di Elena Loewenthal, Roma, Donzelli, 2003, ISBN 9788879897884
- Sento cadere qualcosa. Poesie scelte 1960-2008, trad. di Ariel Rathaus, Milano, Einaudi, 2009, ISBN 9788806195908

#### Antologie italiane con poesie di Natan Zach
- Adonis, Natan Zach. Poesie, Quasar, 1993, ISBN 9788870970302
- Sara Ferrari, Cesare Segre, Forte come la morte è l'amore. Tremila anni di poesia d'amore ebraica, a cura di S. Guastalla, Livorno, Salomone Belforte Editore, 2007, ISBN 9788874670260
- Ariel Rathaus (a cura di), Poeti israeliani, Milano, Einaudi, 2007, ISBN 9788806170943